# Elezioni generali in Bosnia ed Erzegovina del 2010
Le elezioni generali in Bosnia ed Erzegovina del 2010 si tennero il 3 ottobre per l'elezione della presidenza e il rinnovo dell'Assemblea parlamentare (Camera dei rappresentanti e Camera dei popoli).
Riguardo alle due entità federali, nella Federazione di Bosnia ed Erzegovina ebbero luogo le elezioni per il Parlamento (Camera dei rappresentanti e Camera dei popoli) e le elezioni cantonali; nella Repubblica Serba di Bosnia ed Erzegovina le elezioni presidenziali e le elezioni per l'Assemblea nazionale.
La maggiore attenzione del pubblico è stata attirata dalla controversa elezione di Željko Komšić a membro croato della Presidenza,infatti nelle aree a maggioranza croata il candidato più votato era stata Borjana Krišto (HDZ BiH) e ciò aveva fatto sorgere il dubbio che l'elettorato bosgnacco avesse votato per Komšić.
Dopo l'elezione di Komšić il leader dell'Unione Democratica Croata di Bosnia ed Erzegovina, Dragan Čović ha affermato che i bosgnacchi hanno eletto di nuovo il membro croato e che sorgeva la necessità di un'entità federale per i croati di Bosnia.
Il leader dell'Alleanza dei Socialdemocratici Indipendenti Milorad Dodik ha affermato che un tentativo simile è stato fatto anche per il membro serbo dove i bosgnacchi hanno votato per Mladen Ivanić che a differenza di Komšić è uscito comunque sconfitto.

## Risultati nazionali

### Elezioni della presidenza

#### Comunità bosgnacca
| Candidati         | Partiti                                                    | Voti    | %     |
| ----------------- | ---------------------------------------------------------- | ------- | ----- |
| Bakir Izetbegović | Partito d'Azione Democratica                               | 162 831 | 34,86 |
| Fahrudin Radončić | Alleanza per un Futuro Migliore della Bosnia ed Erzegovina | 142 387 | 30,49 |
| Haris Silajdžić   | Partito per la Bosnia ed Erzegovina                        | 117 240 | 25,10 |
| Ibrahim Đedović   | Comunità Popolare Democratica                              | 13 369  | 2,86  |
| Mujo Demirović    | Partito Patriottico di Bosnia ed Erzegovina                | 8 951   | 1,92  |
| Ðemal Latić       | Partito dell'Attività Democratica                          | 8 738   | 1,87  |
| Ibrahim Spahić    | Partito Democratico Civico                                 | 6 948   | 1,49  |
| Izudin Kešetović  | Partito Bosniaco                                           | 4 228   | 0,91  |
| Aida Jusić        | Indipendente                                               | 2 347   | 0,50  |
| Totale            | Totale                                                     | 467 039 | 100   |

#### Comunità serba
| Candidati          | Partiti                                           | Voti    | %     |
| ------------------ | ------------------------------------------------- | ------- | ----- |
| Nebojša Radmanović | Repubblica Serba per Sempre (SNSD - SP - DNS)     | 295 629 | 48,92 |
| Mladen Ivanić      | Insieme per la Repubblica Serba (SDS - PDP - SRS) | 285 951 | 47,31 |
| Rajko Popović      | Alleanza per una Srpska Democratica               | 22 790  | 3,77  |
| Totale             | Totale                                            | 604 370 | 100   |

#### Comunità croata
| Candidati                  | Partiti                                           | Voti    | %     |
| -------------------------- | ------------------------------------------------- | ------- | ----- |
| Željko Komšić              | Partito Socialdemocratico di Bosnia ed Erzegovina | 337 065 | 60,61 |
| Borjana Krišto             | Unione Democratica Croata di Bosnia ed Erzegovina | 109 758 | 19,74 |
| Martin Raguž               | Coalizione Croata (HDZ 1990 - HSP BiH)            | 60 266  | 10,84 |
| Jerko Ivanković Lijanković | Partito Popolare del Lavoro per il Progresso      | 45 397  | 8,16  |
| Pero Galić                 | Indipendente                                      | 1 581   | 0,28  |
| Mile Kutle                 | Indipendente                                      | 1 069   | 0,19  |
| Ferdo Galić                | Indipendente                                      | 975     | 0,18  |
| Totale                     | Totale                                            | 556 111 | 100   |

### Elezioni parlamentari

#### Camera dei rappresentanti
| Liste                                                      | F. BiH    | F. BiH | F. BiH | R. Srpske | R. Srpske | R. Srpske | Totale    | Totale | Totale |
| Liste                                                      | Voti      | %      | Seggi  | Voti      | %         | Seggi     | Voti      | %      | Seggi  |
| ---------------------------------------------------------- | --------- | ------ | ------ | --------- | --------- | --------- | --------- | ------ | ------ |
| Partito Socialdemocratico di Bosnia ed Erzegovina          | 266.023   | 26,07  | 8      | 18.412    | 2,96      | -         | 284.435   | 17,33  | 8      |
| Alleanza dei Socialdemocratici Indipendenti                | 8.810     | 0,86   | -      | 269.009   | 43,30     | 8         | 277.819   | 16,92  | 8      |
| Partito d'Azione Democratica                               | 197.922   | 19,40  | 7      | 16.378    | 2,64      | -         | 214.300   | 13,05  | 7      |
| Partito Democratico Serbo                                  | N.D.      | N.D.   | N.D.   | 137.844   | 22,19     | 4         | 137.844   | 8,40   | 4      |
| Alleanza per un Futuro Migliore della Bosnia ed Erzegovina | 124.114   | 12,16  | 4      | 6.334     | 1,02      | -         | 130.448   | 7,95   | 4      |
| Unione Democratica Croata di Bosnia ed Erzegovina          | 112.115   | 10,99  | 3      | 2.361     | 0,38      | -         | 114.476   | 6,97   | 3      |
| Partito per la Bosnia ed Erzegovina                        | 74.004    | 7,25   | 2      | 12.665    | 2,04      | -         | 86.669    | 5,28   | 2      |
| Coalizione Croata (HDZ 1990 - HSP BiH)                     | 49.549    | 4,86   | 2      | 522       | 0,08      | -         | 50.071    | 3,05   | 2      |
| Partito Popolare del Lavoro per il Progresso               | 49.050    | 4,81   | 1      | N.D.      | N.D.      | N.D.      | 49.050    | 2,99   | 1      |
| Partito del Progresso Democratico                          | N.D.      | N.D.   | N.D.   | 40.070    | 6,45      | 1         | 40.070    | 2,44   | 1      |
| Alleanza Popolare Democratica                              | 1.147     | 0,11   | -      | 28.511    | 5,49      | 1         | 29.658    | 1,81   | -      |
| Partito Patriottico di Bosnia ed Erzegovina                | 28.102    | 2,75   | -      | 602       | 0,10      | -         | 28.704    | 1,75   | -      |
| Partito Bosniaco                                           | 19.224    | 1,88   | -      | 217       | 0,03      | -         | 19.441    | 1,18   | -      |
| Naša Stranka - Nuovo Partito Socialista                    | 11.917    | 1,17   | -      | 7.518     | 1,21      | -         | 19.435    | 1,18   | -      |
| Partito dell'Attività Democratica                          | 17.634    | 1,73   | -      | 371       | 0,06      | -         | 18.005    | 1,10   | -      |
| Comunità Popolare Democratica                              | 14.843    | 1,45   | 1      | 310       | 0,05      | -         | 15.153    | 0,92   | 1      |
| Partito Democratico                                        | N.D.      | N.D.   | N.D.   | 15.057    | 2,42      | -         | 15.057    | 0,92   | -      |
| Partito Socialista                                         | N.D.      | N.D.   | N.D.   | 14.573    | 2,35      | -         | 14.573    | 0,89   | -      |
| Partito Radicale Serbo "Dr. Vojislav Šešelj"               | N.D.      | N.D.   | N.D.   | 14.320    | 2,30      | -         | 14.320    | 0,87   | -      |
| Stranka kokuza                                             | 11.462    | 1,12   | -      | 237       | 0,04      | -         | 11.699    | 0,71   | -      |
| Partito dei Pensionati                                     | 11.158    | 1,09   | -      | N.D.      | N.D.      | N.D.      | 11.158    | 0,68   | -      |
| Partito Radicale Serbo della Repubblica Serba              | N.D.      | N.D.   | N.D.   | 10.483    | 1,60      | -         | 10.483    | 0,64   | -      |
| Partito Progressista Serbo                                 | N.D.      | N.D.   | N.D.   | 8.636     | 1,39      | -         | 8.636     | 0,53   | -      |
| Unione Socialdemocratica di Bosnia ed Erzegovina           | 8.603     | 0,84   | -      | 152       | 0,02      | -         | 8.755     | 0,53   | -      |
| Altri <0,50% nazionale                                     | 14.616    | 1,43   | -      | 16.694    | 2,69      | -         | 31.310    | 1,91   | -      |
| Totale                                                     | 1.020.293 |        | 28     | 621.276   |           | 14        | 1.641.569 |        | 42     |

#### Camera dei popoli
È prevista un'elezione a doppio grado: i membri sono eletti dalle assemblee legislative della Federazione di Bosnia ed Erzegovina e della Repubblica Serba di Bosnia ed Erzegovina.

## Risultati nella Federazione di Bosnia ed Erzegovina

### Elezioni parlamentari

#### Camera dei rappresentanti
| Liste                                                       | Voti      | %     | Seggi |
| ----------------------------------------------------------- | --------- | ----- | ----- |
| Partito Socialdemocratico di Bosnia ed Erzegovina           | 251 053   | 24,78 | 28    |
| Partito d'Azione Democratica                                | 206 926   | 20,43 | 23    |
| Alleanza per un Futuro Migliore della Bosnia ed Erzegovina  | 121 697   | 12,01 | 13    |
| Unione Democratica Croata di Bosnia ed Erzegovina           | 108 943   | 10,75 | 12    |
| Partito per la Bosnia ed Erzegovina                         | 78 086    | 7,71  | 9     |
| Partito Popolare del Lavoro per il Progresso                | 48 286    | 4,77  | 5     |
| Unione Democratica Croata 1990 - Partito Croato dei Diritti | 47 941    | 4,73  | 5     |
| Partito Patriottico di Bosnia ed Erzegovina                 | 27 952    | 2,76  | –     |
| Partito dell'Attività Democratica                           | 19 254    | 1,90  | 1     |
| Comunità Popolare Democratica                               | 15 082    | 1,49  | 1     |
| Partito Bosniaco                                            | 14 592    | 1,44  | –     |
| Partito dei Pensionati - Pensionati di Bosnia ed Erzegovina | 12 850    | 1,27  | –     |
| Stranka kokuza                                              | 13 340    | 1,32  | –     |
| Naša Stranka - Nuovo Partito Socialista                     | 13 029    | 1,29  | –     |
| Alleanza dei Socialdemocratici Indipendenti                 | 9 505     | 0,94  | 1     |
| Altri                                                       | 33 993    | 3,36  | –     |
| Totale                                                      | 1 013 034 | 100   | 98    |

#### Camera dei popoli
È prevista un'elezione a doppio grado: i membri sono eletti dalle assemblee legislative cantonali.

### Elezioni cantonali
Ripartizione dei seggi per partito nei Cantoni della Federazione di Bosnia ed Erzegovina:
| Liste                                                      | USK | PŽ | TK | ZDK | BPK | SBK ŽSB | HNK ŽHN | ZHŽ | KS | K10 | Totale |
| ---------------------------------------------------------- | --- | -- | -- | --- | --- | ------- | ------- | --- | -- | --- | ------ |
| Partito d'Azione Democratica                               | 7   | 2  | 10 | 10  | 6   | 6       | 5       | -   | 7  | 2   | 55     |
| Partito per la Bosnia ed Erzegovina                        | 3   | 1  | 3  | 4   | 4   | 2       | 2       | -   | 4  | -   | 23     |
| Partito Socialdemocratico di Bosnia ed Erzegovina          | 8   | 1  | 13 | 10  | 7   | 6       | 5       | -   | 10 | 1   | 61     |
| Alleanza per un Futuro Migliore della Bosnia ed Erzegovina | 2   | 1  | 4  | 5   | 3   | 4       | 3       | -   | 7  | -   | 29     |
| Unione Democratica Croata di Bosnia ed Erzegovina          | -   | 8  | 1  | 2   | -   | 7       | 10      | 13  | -  | 7   | 48     |
| Unione Democratica Croata 1990                             | -   | 5  | -  | -   | -   | 2       | 3       | 4   | -  | 4   | 18     |
| Partito Croato dei Diritti di Bosnia ed Erzegovina         | -   | 2  | -  | -   | -   | 1       | 1       | 3   | -  | 4   | 11     |
| Partito Popolare del Lavoro per il Progresso               | 2   | -  | 2  | 3   | 3   | 2       | 1       | 3   | 1  | 3   | 20     |
| Partito Patriottico di Bosnia ed Erzegovina                | -   | -  | 2  | 1   | 2   | -       | -       | -   | 2  | -   | 7      |
| Comunità Popolare Democratica                              | 4   | -  | -  | -   | -   | -       | -       | -   | -  | -   | 4      |
| Partito Bosniaco                                           | -   | -  | -  | -   | -   | -       | -       | -   | 2  | -   | 2      |
| Alleanza dei Socialdemocratici Indipendenti                | -   | -  | -  | -   | -   | -       | -       | -   | -  | 3   | 3      |
| Partito dell'Attività Democratica                          | 4   | -  | -  | -   | -   | -       | -       | -   | -  | -   | 4      |
| Partito della Posavina                                     | -   | 1  | -  | -   | -   | -       | -       | -   | -  | -   | 1      |
| Naša Stranka                                               | -   | -  | -  | -   | -   | -       | -       | -   | 2  | -   | 2      |
| Alleanza Popolare Democratica                              | -   | -  | -  | -   | -   | -       | -       | -   | -  | 1   | 1      |
| Totale                                                     | 30  | 21 | 35 | 35  | 25  | 30      | 30      | 23  | 35 | 25  |        |

## Risultati nella Repubblica Serba di Bosnia ed Erzegovina

### Elezioni presidenziali
| Candidati          | Partiti                                                    | Voti    | %     |
| ------------------ | ---------------------------------------------------------- | ------- | ----- |
| Milorad Dodik      | Repubblica Serba per Sempre (SNSD - SP - DNS)              | 319 618 | 50,52 |
| Ognjen Tadić       | Insieme per la Repubblica Serba (SDS - PDP - SRS)          | 227 239 | 35,92 |
| Enes Suljkanović   | Partito Socialdemocratico di Bosnia ed Erzegovina          | 15 425  | 2,44  |
| Ševket Hafizović   | Partito d'Azione Democratica                               | 14 843  | 2,35  |
| Muharem Murselović | Partito per la Bosnia ed Erzegovina                        | 14 177  | 2,24  |
| Dragan Đurđević    | Partito Radicale Serbo                                     | 8 178   | 1,29  |
| Emil Vlajki        | Partito Democratico Nazionale                              | 6 101   | 0,96  |
| Sadmir Nukić       | Alleanza per un Futuro Migliore della Bosnia ed Erzegovina | 5 565   | 0,88  |
| Ivan Krndelj       | Partito Contadino Croato - Nuova Iniziativa Croata         | 5 487   | 0,87  |
| Ivo Kamenjašević   | Unione Democratica Croata                                  | 4 128   | 0,65  |
| Dragan Kalinić     | Alleanza per una Srpska Democratica                        | 4 043   | 0,64  |
| Besim Hamidović    | Partito d'Azione Democratica                               | 1 605   | 0,25  |
| Željko Matić       | Coalizione Croata (HDZ 1990 - HSP BiH)                     | 1 199   | 0,19  |
| Agan Delibajrić    | Partito Patriottico di Bosnia ed Erzegovina                | 1 185   | 0,19  |
| Dragan Mrgan       | Partito Popolare del Lavoro per il Progresso               | 1 006   | 0,16  |
| Goran Matić        | Indipendente                                               | 980     | 0,15  |
| Ljiljana Knežević  | Coalizione Preokret (GDS - NEP)                            | 809     | 0,13  |
| Bego Sulejmanović  | LDS - E5-EES                                               | 684     | 0,11  |
| Slavko Dragičević  | Unione Socialdemocratica di Bosnia ed Erzegovina           | 402     | 0,06  |
| Totale             | Totale                                                     | 632 674 | 100   |

### Elezioni parlamentari
| Liste                                                      | Voti    | %     | Seggi |
| ---------------------------------------------------------- | ------- | ----- | ----- |
| Alleanza dei Socialdemocratici Indipendenti                | 240 727 | 38,00 | 37    |
| Partito Democratico Serbo                                  | 120 136 | 18,97 | 18    |
| Partito del Progresso Democratico                          | 47 806  | 7,55  | 7     |
| Alleanza Popolare Democratica                              | 38 547  | 6,09  | 6     |
| Partito Socialista                                         | 26 824  | 4,23  | 4     |
| Partito Democratico                                        | 21 604  | 3,41  | 3     |
| Partito Socialdemocratico di Bosnia ed Erzegovina          | 19 297  | 3,05  | 3     |
| Partito d'Azione Democratica                               | 16 861  | 2,66  | 2     |
| Partito Radicale Serbo                                     | 15 166  | 2,39  | 1     |
| Partito Radicale Serbo "Dr Vojislav Šešelj"                | 13 731  | 2,17  | –     |
| Partito Democratico Nazionale                              | 13 440  | 2,12  | 2     |
| Partito per la Bosnia ed Erzegovina                        | 11 952  | 1,89  | –     |
| Partito Progressista Serbo                                 | 11 384  | 1,80  | –     |
| Naša Stranka - Nuovo Partito Socialista                    | 10 010  | 1,58  | –     |
| Alleanza per una Srpska Democratica                        | 7 004   | 1,11  | –     |
| Alleanza per un Futuro Migliore della Bosnia ed Erzegovina | 5 744   | 0,91  | –     |
| Partito Contadino Croato di Bosnia ed Erzegovina           | 4 100   | 0,65  | –     |
| Unione Democratica Croata di Bosnia ed Erzegovina          | 2 833   | 0,45  | –     |
| Partito Popolare del Lavoro per il Progresso               | 2 528   | 0,40  | –     |
| Partito Ecologico                                          | 1 031   | 0,16  | –     |
| Coalizione Croata (HDZ 1990 - HSP BiH)                     | 866     | 0,14  | –     |
| Partito Patriottico di Bosnia ed Erzegovina                | 478     | 0,08  | –     |
| Comunità Popolare Democratica                              | 329     | 0,05  | –     |
| Partito dell'Attività Democratica                          | 323     | 0,05  | –     |
| Altri <0,05%                                               | 708     | 0,11  | –     |
| Totale                                                     | 633 429 | 100   | 83    |